# Parižanka
Parižanka (angleško A Woman of Paris) je celovečerni nemi film, ki je bil premierno predvajan leta 1923. Je netipična drama, za katero je Charlie Chaplin napisal scenarij, ga produciral, režiral in v zrelejših letih zanj napisal glasbeno podlago, v njem pa odigral le mini vlogo. Film je znan tudi pod daljšim naslovom Parižanka: drama usode (angleško A Woman of Paris: A Drama of Fate).

## Zgodba
Marie St. Clair s svojim spremljevalcem, ambicioznim umetnikom Jeanon Milletom, načrtuje selitev iz majhne francoske vasi v Pariz, kjer bi se poročila. V noči pred načrtovanim odhodom se Marie spusti s svoje spalnice v drugem nadstropju za zmenek z Jeanom. Njen očim ju opazi ob sprehajanju po ulici in jo zaklene ven. Ko se vrneta, Jean besno točke po vhodnih vratih in spominja starca, da je zaklenil svojo hči. Očim jo zavrne in ji reče: »Morda ti bo pa on dal prenočišče.« Jean res povabi Marie k sebi domov, toda razloži, da živi pri starših in da bo njegova mati pripravila posteljo za Marie. Izkaže se, da tudi njegova starša nista navdušena nad njuno romanco. Marie odide proti železniški postaji, Jean pa obljubi, da ji bo sledil. Toda njegov oče je umrl na stolu pred kaminom, zato telefonira Marie na postajo, da ne more iti v Pariz, ona pa se vseeno vkrca na vlak sama. 
V Parizu uživa v razkošju kot priležnica bogatega poslovneža Pierra Revela. Neke noči jo, ko je Marie sama doma v stanovanju, ki ji ga je bil priskrbel Revel, pokliče prijateljica in jo povabi na hrupno zabavo v latinski četrti. Da ji naslov, toda ne more se spomniti, če je stanovanje v zgradbi na levi ali desni. Marie, ki se pripelje s taksijem, vstopi v napačno stanovanje, kjer je presenečen pozdravi Jean Millet. Marie mu pove, da si želi, da bi ji naslikal portret, in mu da kartico s svojim naslovom. Jean se ustavi pri Marie v njenem stanovanju, da bi jo začel slikati, ona pa ob tem opazi, da nosi žalni trak. Vpraša ga za kom žaluje in Jean ji pove, da mu je umrl oče. Na vprašanje kdaj ji odgovori: »Tisti noči, ko si odšla«. Obnovita svojo zvezo in Marie se začne odtujevati od Pierra Revela. Ta ve za Jeana, toda tudi, da se je navadila na razkošje, ki ga je deležna kot njegova priležnica. Jean dokonča portret, toda namesto v želeni elegantni obleki, jo je naslikal v preprosti obleki, ki jo je nosila na dan odhoda v Pariz.
Jean zaprosi Marie, ki obvesti Pierreja, da ga bo kmalu zapustila, toda on o tem ni prepričan. Jean se z materjo, s katero si deli manjše stanovanje v Parizu, zaplete v prepir glede poroke z Marie. Že želi v jezi oditi, toda ko odpre vrata, jih le pusti priprta ter se vrni in opraviči materi. Pove ji, da je Marie zaprosil na vrat na nos in ni mislil resno. Ravno v tem trenutku pride Marie pred njuno stanovanje in se osramočena vrne k Pierru Revelu. Jean jo ne uspe prepričati, da ni mislil resno, kar ga je slučajno slišala reči, da bi pomiril starko. Neke noči Jean s pištolo v žepu plašča odide v drago restavracijo, kjer Marie in Pierre večerjata. Prosi vodjo strežbe, da Marie izroči sporočilo, v katerem jo vabi na njuno zadnje srečanje. Pierre vidi sporočilo in povabi Jeana k mizi. Zapleteta se v pretep in Jeana vržejo iz restavracije. Ob vodometu v veži restavracije potegne pištolo in se ustreli. 
Policisti odnesejo Jeanovo truplo v njegovo stanovanje. Mati mu vzame pištolo in se odpravi proti Mariejinem stanovanju. Njena služkinja ji pove, da je Marie odšla proti stanovanju njenega sina. Vrne se in tam najde Marie, ki kleči pred truplom in joče. Mati je ganjena nad Mariejeno žalostijo. Pobotata se, vrneta na francosko podeželje in v veliki podeželski hiši odpreta sirotišnico. Nekega dne se Marie z eno od svojih varovank sprehodi po ulici, da bi dobili vedro mleka. Srečata skupino zakupnikov zemlje s konjsko vprego, ki jima ponudijo prevoz na vozu. Ob istem času se Pierre Revel s sopotnikom vozi po francoskem podeželju v najetem avtomobilu. Pierrov sopotnik ga vpraša: »Kaj se je zgodilo s tisto Marie St. Clair?«, odgovori mu, da ne ve. V tistem trenutku se avtomobil in konjska vprega srečata ter odpeljeta eden mimo drugega v nasprotnik smereh.

## Igralska zasedba
- Edna Purviance - Marie St. Clair
- Clarence Geldart - Mariejin oče
- Carl Miller - Jean Millet
- Lydia Knott - Jeanova mati
- Charles K. French - Jeanov oče
- Adolphe Menjou - Pierre Revel
- Betty Morrissey - Fifi
- Malvina Polo - Paulette
- Henry Bergman (ni priznano) - vodja strežbe
- Charles Chaplin (ni priznano) - postrešček

## Produkcija
V več vidikih film odstopa od Chaplinovih ostalih del. Najbolj očitni je, da ne igra v filmu, vsaj ne v svoji običajni vlogi Potepuha. Pojavi se le v mini vlogi kot postrešček na železniški postaji. Ta vloga je bila mišljena kot neopazna in v odjavni špici ni naveden (čeprav v uvodnem besedilu pred začetkom filma piše, da sam ne igra). Večina gledalcev ga ne prepozna, kot je bilo tudi zamišljeno. Druga velika razlika do večine njegovih filmov je, da je ta zasnovan kot resna drama. Ne vsebuje elementov burleske. 
Edna Purviance igra glavno vlogo Marie St. Clair. Chaplin je imel več razlogov za produciranje filma, eden od teh je bil poskus uveljavitve Purviancove kot igralke v filmu brez njega. V svojem prvem poskusu snemanja dramskega filma si je želel tudi ostati za kamero. Kljub temu Edna Purviance ni bila deželna uspeha, ki ga je bila kot soigralka ob Chaplinovem Potepuhu. Je pa film večjo prepoznavnost prinesel Adolpheju Menjouju. Navdih za film je Chaplinova kratka romanca s Peggy Hopkins Joyce leta 1922, katere pripovedi o svojih romantičnih avanturah v Evropi so zagotovile ogrodje zgodbe.

## Sprejem
Javnost ni dobro sprejela filma. Chaplin je bil v tistem času zelo priljubljen in veliko gledalcev si je ogledalo film ob pričakovanju Chaplina v svoji tradicionalni vlogi. Na dva načina je poskušal sprijazniti javnost z idejo, da je posnel film, v katerem ni zaigral. V noči premiernega predvajanja je sam delil letake čakajočim v vrsti. Na njih je pisalo, da film odstopa od njegovih običajnih del in dva upa, da bo javnost v tem odstopanju uživalo. Film tudi vsebuje sporočilo pred začetkom, da v njem Chaplin ne igra. Nekateri filmski zgodovinarji so ugibali, da bi bila reakcija javnosti morda drugačna, če ne bi bili vedeli, da v filmu Chaplin ne igra glavne vloge.
Kritika filma je bila zelo pozitivna in velja za vpliv na kasnejše filmarje. Še posebej kompleksnost filmskih likov in njihove motivacije je bila nova v kinematografiji. Nekateri film štejejo za prvi Chaplinov pravi celovečerni film, ker je prvi posnet v podjetju United Artists, ki ga je sam so-ustanovil. Finančna neuspešnost filma je bila za Chaplina boleča in po premiernih predvajanjih ni bil več javno predvajan več kot petdeset let. Na novo je montiral, posnel novo glasbeno podalo, namesto prvotne Louisa F. Gottschalka, in ponovno izdal film leta 1976, leto pred svojo smrtjo. Glasbena podlaga za film velja za njegov zadnji dokončani projekt v 75-letni karieri.